# ژلزنیکی
ژلزنیکی (به آلمانی: Eisnern)  در اسلوونی با جمعیت ۳٬۰۶۹ نفر است که در ژلزنیکی واقع شده‌است.